# De la coupe aux lèvres (film, 1949)
Pour les articles homonymes, voir De la coupe aux lèvres.
Pour plus de détails, voir Fiche technique et Distribution.
De la coupe aux lèvres (A Run for Your Money) est un film britannique réalisé par Charles Frend, sorti en 1949.

## Synopsis
Deux mineurs gallois gagnent un concours et doivent se rendre à Londres pour en toucher le prix. C'est leur première visite dans la capitale...

## Fiche technique
- Titre original : A Run for Your Money
- Titre français : De la coupe aux lèvres
- Réalisation : Charles Frend
- Scénario : Richard Hughes, Charles Frend, Leslie Norman
- Dialogues : Diana Morgan
- Direction artistique : William Kellner (en)
- Décors : Andrew Low
- Costumes : Anthony Mendleson
- Photographie : Douglas Slocombe
- Son : Arthur Bradburn
- Montage : Michael Truman (en)
- Musique : Ernest Irving (en)
- Production : Michael Balcon
- Production associée : Leslie Norman
- Société de production : Ealing Studios
- Société de distribution : General Film Distributors
- Pays de production :  Royaume-Uni
- Langue originale : anglais
- Format : noir et blanc — 35 mm — 1,37:1 — son Mono (RCA Sound System)
- Genre : Comédie
- Durée : 85 minutes
- Dates de sortie :
  - Royaume-Uni : 23 novembre 1949
  - France : 5 septembre 1951

## Distribution
- Donald Houston : David "Dai Number 9" Jones
- Meredith Edwards (en) : Thomas "Twm" Jones
- Moira Lister : Jo
- Alec Guinness : Whimple
- Hugh Griffith : Huw Price
- Clive Morton : le rédacteur en chef
- Julie Milton : Bronwen
- Peter Edwards : le manager de Davies
- Joyce Grenfell : Mme Pargiter
- Leslie Perrins : Barney
- Dorothy Bramhall : Jane Benson
- Andrew Leigh : le prêteur sur gages
- Edward Rigby : le Beefeater
- Desmond Walter-Ellis : l'annonceur
- Mackenzie Ward : le photographe
- Meadows White : "Guv'nor"
- Gabrielle Brune : la chanteuse
- Ronnie Harries : Dan
- Diana Hope : une cliente
- Dudley Jones : Bleddyn
- David Davies : le gros étranger
- Tom Jones : le vieux mineur
- Richard Littledale : le directeur du cinéma

## Nominations
- 1950 : British Academy Film Award du meilleur film britannique